# Узнародов, Игорь Миронович
И́горь Миро́нович Узнаро́дов (род. 17 апреля 1954 года, Ростов-на-Дону) ― советский и российский историк. Доктор исторических наук (1994), профессор. Почётный работник высшего профессионального образования Российской Федерации (2000).

## Биография
Родился 17 апреля 1954 года в городе Ростове-на-Дону. В 1971 году окончил с золотой медалью ростовскую среднюю школу № 14. В 1976 году окончил исторический факультет Ростовского государственного университета с отличием.
С 1976 по 1991 год работал преподавателем, старший преподавателем, доцентом исторического факультета в Ростовском государственном университете. В Ленинградском государственном университете защитил кандидатскую диссертацию (1982) на тему «Ирландский кризис 1912—1914 гг.».
С 1991 по 2007 год был деканом исторического факультета. 1994―2010 ― заведующий кафедрой новой и новейшей историей.
В 1994 году защитил докторскую диссертацию на тему «Политические партии Великобритании и проблема рабочих избирателей. 50-е — первая половина 80-х годов XIX века» в Санкт-Петербургском государственном университете.
В 1995 году присвоено учёное звание ― профессор.
С 2007 года Игорь Миронович работает проректором по учебной работе в Южном федеральном университете.
Игорь Миронович Узнародов участвовал в научных конференциях:
27.10.2014 ― научная конференция «Миграционные проблемы в Европе и пути их решения»; Институт Европы РАН
25.11.2015 ― научная конференция «Европейская безопасность: в поиске совместных ответов на угрозы и вызовы»; Институт Европы РАН
14.05.2015 ― научная конференция «Национализм в эпоху цифры: в Европе и за её пределами»; Южный федеральный университет
5―7 июля 2016 года ― научная конференция «Европейская идентичность и политические вызовы: новый взгляд и старые традиции»; Воронежский государственный университет
27―28 мая 2016 года ― научная конференция «Миграционные проблемы в Европе и пути их решения»; Балтийский федеральный университет (Калининград)
И. М. Узнародов участник ряда международных научных и образовательных проектов.
С 1995 года Игорь Миронович возглавляет Ростовское отделение Ассоциации европейских исследований (АЕВИС), входит в состав Правления Ассоциации. Узнародов Игорь Миронович ― член редколлегии, заместитель редактора серии «Общественные науки» журнала «Известия вузов: Северо-Кавказский регион».
Является автором около 155 научных работ, в том числе: 2 индивидуальные монографии, 3 монографии в соавторстве, 7 учебников и учебных пособий в соавторстве.

## Труды
- СССР и окончание холодной войны // Научная мысль Кавказа. 2016. № 1.
- Новый национализм в современной Европе // Современная Европа. 2015. № 5.
- Миграционные процессы на Юге России // Миграционные проблемы в Европе и пути их решения. Доклады Института Европы. № 315. М.: Институт Европы РАН, 2015.
- The End of the Cold War. The Role of the USSR // Science Almanac of Black Sea Region Countries. 2015. № 1.
- Память о холодной войне как один из факторов политики Европейского Союза в отношении России // Научная мысль Кавказа. 2015. № 1.
- Евроскептицизм после кризиса // Современная Европа. 2015. № 1.
- Страны Запада после Второй мировой войны. Тенденции развития. Ростов-на-Дону: Изд-во СКНЦ ВШ ЮФУ, 2014 (монография).
- South of Russia and Cooperation in the Black Sea Region // Governance and Sustainability / Ed. by Professor Melanie Sully. Vienna: Institute for Go-Governance, 2014.
- Проблема иммигрантов в странах Запада на современном этапе // Terra economicus. 2014. № 1.
- Проблемы конституционализма XXI века и исторический опыт Великобритании // Современный российский конституционализм: доктрина и практика. Ростов н/Д ― СПб.: Проф-пресс, 2011.
- Модернизация образования: индивидуализация и междисциплинарность // Высшее образование в России. 2010. № 11 (в соавт. с А. В. Кореневским).
- Этнополитические проблемы в России в условиях переходного общества на примере Южного федерального округа // Россия и мусульманский мир. 2007. № 4. С. 29―39.

## Достижения
- Почётный работник высшего профессионального образования Российской Федерации (2000)
- Медаль «За заслуги перед Южным федеральным университетом» (2015)
- Медаль Варшавского университета за вклад в развитие сотрудничества между Варшавским и Южным федеральным университетами (2015)
- Профессор (1995)